# يو إف سي 222
يو إف سي 222: سايبورغ ضد كونيتسكايا (بالإنجليزية: UFC 222: Cyborg vs. Kunitskaya)‏ هو حدث لفنون القتال المختلطة نظمته يو إف سي، أُقيم في 3 مارس 2018، على تي موبايل أرينا في بارادايس، نيفادا، الولايات المتحدة.
سيظهر حدث يو إف سي 222 في الفيلم القادم حانة على الطريق مع التصوير الذي يتم في تي موبايل أرينا خلال يو إف سي 285.